# Geografia Grenady

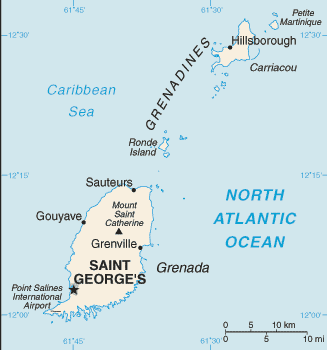
Mapa Grenady

Grenada – niewielkie państwo wyspiarskie leżące w Ameryce Środkowej, w południowej części archipelagu Małych Antyli. Zalicza się do tzw. Wysp Nawietrznych. Ten niewielki kraj cechuje się górzystym krajobrazem i wilgotnym klimatem.

## Powierzchnia i skrajne punkty
Powierzchnia lądowa Grenady wynosi 344 km², co odpowiada wielkości przeciętnej polskiej gminy. Powierzchnia wód terytorialnych tego państwa wynosi 4,5 km².
Skrajne punkty:
- północny 12°48'N,
- południowy 12°06'N,
- zachodni 61°51'W,
- wschodni 61°24'W.

Grenada składa się z główne wyspy – Grenada i trzech mniejszych: Carriacou (największa po Grenadzie – 34 km²), Ronde Island i Mała Martynika. Główna wyspa jest długa na 34 km i szeroka na 19 km.

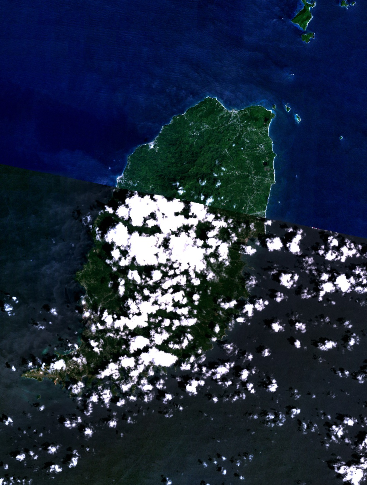
Zdjęcie satelitarne Grenady

Linia brzegowa – 121 km

## Ukształtowanie poziome
Grenada wchodząca w skład Mały Antyli leży bezpośrednio na łańcuchu tego archipelagu, pomiędzy Morzem Karaibskim na zachodzie i Oceanem Atlantyckim na wschodzie. Grenada jak i mniejsze wyspy cechują się urozmaiconą linią brzegową. Szczególnie wyspa Grenada posiada liczne wąskie zatoki i wydłużone półwyspy. Największe zatoki to: Grand Mal i zatoka Grand Anse, które leżą u zachodnich wybrzeży wyspy. Carriacou, należąca do Grenadyn (nie mylić z państwem Saint Vincent i Grenadyny), także cechuje się urozmaiconą linią brzegową. Dwie pozostałe duże mniejsze wyspy: Mała Martynika i Ronde Island mają nieco mniej rozwiniętą linię brzegową. Mała Martynika mająca owalny kontur, nie posiada żadnych zatok i półwyspów, poza niewielkich rozmiarów półwyspem leżącym po zachodniej stronie. Ronde Islnad cechuje się dobrze rozwiniętą linią brzegową. Wszystkie wyspy wchodzące w skład Grenady mają pokryte piaszczystymi plażami wybrzeże wzbogacone o skaliste, niewysokie fragmenty związane z górzystym charakterem regionu.

## Budowa geologiczna i rzeźba
Grenada leży na południowo-wschodnim skraju płyty karaibskiej i jest pochodzenia wulkanicznego. Wyspy budują wyłącznie skały wulkaniczne pochodzące z czwartorzędu, jedynie w kilku miejscach zachowały się wulkanity trzeciorzędowych i eoceńskich. Niewielkie wysepki wchodzące w skład Grenady także są zbudowane ze skał wulkanicznych. Jednak tam oprócz trzeciorzędowych skał występują, także utwory skał osadowych miocenu i eocenu. Grenada jest regionem wolnym od trzęsień ziemi, a wulkaniczne stożki wysp pozostają uśpione.

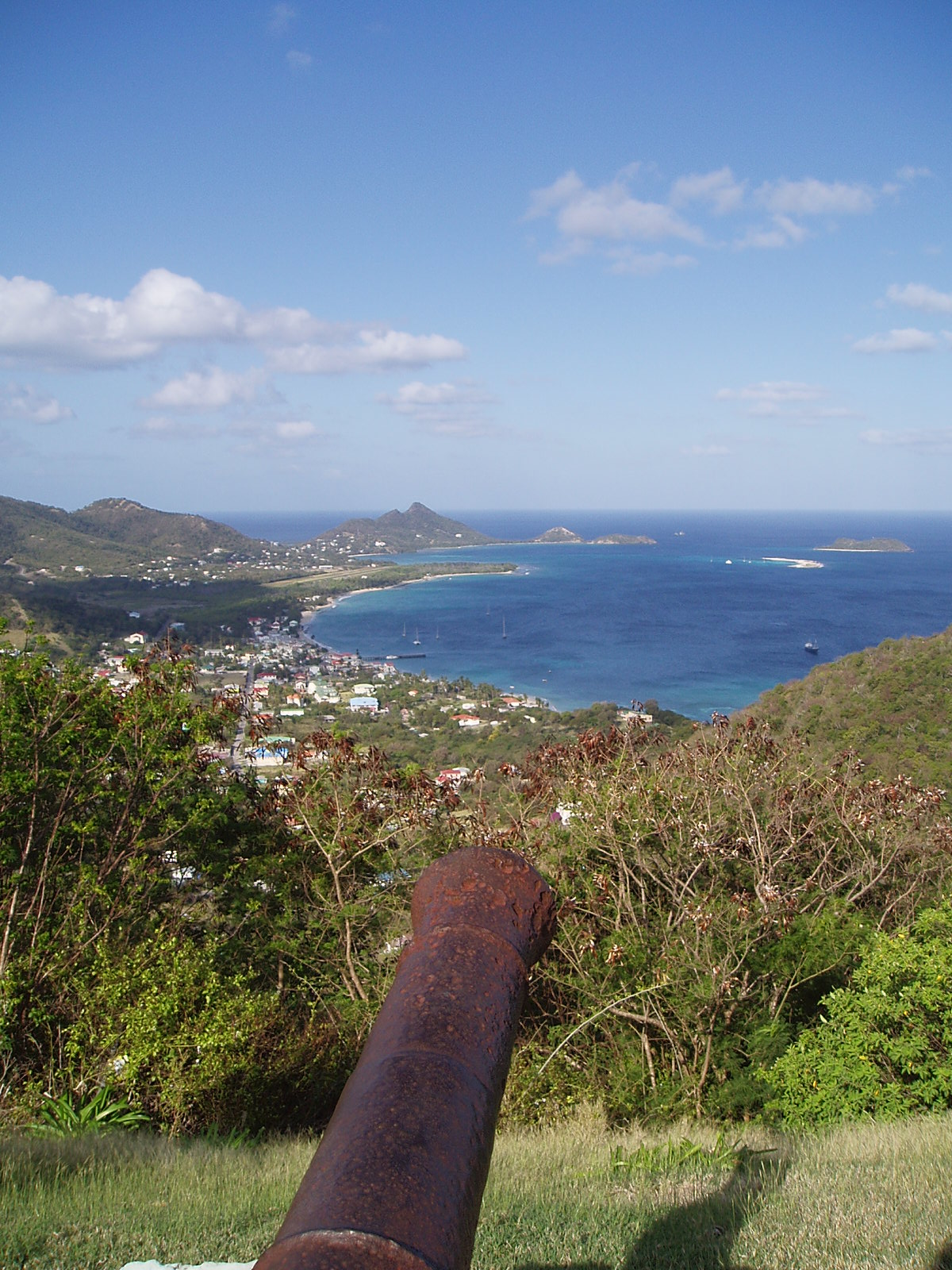
Widok na morze z Carriacou

Grenada jest krajem górzystym, ale ze względu na rozmiary, wysokości na poziom morza są niewielkie. Tereny Grenady wznoszą się przeciętnie do 600–700 m n.p.m. Najwyższy szczyt – Mount Saint Catherine, czyli Góra Św. Katarzyny wznosi się na 840 m n.p.m. Liczne pasma wzniesień porozcinane są dolinami i głęboko wciętymi wąwozami pochodzenia tektonicznego. Obszary nizinne ograniczają się do niewielkich fragmentów w strefie wybrzeża. Pozostałe wyspy są także górzyste, ale ich wzniesienia są zdecydowanie niższe niż te na głównej wyspie.

## Klimat
Grenada leży w strefie klimatu równikowego wilgotnego, na który wpływ ma cyrkulacja wiejących z północnego wschodu pasatów i ciepłe prądy morskie oblewające region Małych Antyli.
Temperatury kształtowane przez wysokość słońca i cyrkulację wilgotnych i gorących mas powietrza są  wysokie. Średnia roczna dla całego kraju wynosi 25 °C. Przez cały rok wahania temperatur są niewielkie, typowe dla klimatu równikowego. Występują różnice regionalne związane z ukształtowanie wysp. Na nizinach jest najcieplej, a na szczytach gór chłodniej, różnice wynoszą jednak 2-3 °C. Wahania dobowe temperatur są także niewielkie, ale zauważalne. W ciągu dnia średnia wynosi 26-32 °C, zaś w nocy 19-24 °C. Ekstrema termiczne nie występują.
Opady są wysokie, typowe dla region klimatu równikowego. Najmniejsze wartości opadowe wynoszą 1500 mm w ciągu roku i występują na nizinach. Na terenach wysoko położonych, na stokach dowietrznych opad roczny może osiągną wartość 3500 mm. Opady nie są równomiernie rozłożone w ciągu roku, największe ich ilości przypadają na okres letni, a najmniejsze na okres zimowy. Zaznacza się kilkumiesięczna pora sucha, nie jest to jednak okres pozbawiony opadów.
Grenada, znajdując się na południowej granicy pasa huraganów, w ostatnich dziesięcioleciach ucierpiała tylko trzykrotnie: 23 września 1955 r. – huragan Janet (prędkość wiatru dochodziła do 185 km/h powodując poważne zniszczenia), 7 września 2004 r. huragan Ivan (poważne zniszczenia, 39 osób zginęło) oraz 14 lipca 2005 r. huragan Emily (poważne zniszczenia na Carriacou i w północnej części Grenady). Charakterystyczne dla tego regionu są duże wilgotności powietrza osiągające średnio 80%.

## Wody
Sieć rzeczna jest gęsta ze względu na duże opady deszczu, ale rzeki mają postać wyłącznie strumieni i potoków. Cieki wodne wypływają promieniście z obszarów górskich i uchodzą do Morza Karaibskiego i Atlantyku. Strumienie charakteryzują się występowanie progów i kaskad. Cieki cechują się zmienności wodostanu, największy przybór ma miejsce na okres letni i jesienny. Charakterystyczne jest występowanie jezior w kalderach nieczynnych wulkanów. Największym jest Grand Etang, położone w centralnej części wyspy Grenada. Liczne są również źródła siarczane i żelaziste związane z dawną aktywnością wulkaniczną.

## Gleby
Pokrywa glebowa reprezentowana jest przez żyzne, czerwone gleby feralitowe, które wytworzyły się na utworach wulkanicznych. W wielu miejsca szczególnie na niewielkich wyspach wschodzących w skład Grenady, pokryta są płytkimi glebami, a duży udział powierzchniowy zajmują nagie skały.

## Flora
Naturalna szata roślinna została przeobrażona w znacznym stopniu przez człowieka. Obszary leśne składające się na tropikalny las wiecznie zielony zajmują niewielki procent powierzchni Grenady i skupiają się na stokach dowietrznych. W lasach tych rośnie wiele cennych gatunków jak mahoń. Duży udział mają rośliny kwietne i krzewy, oraz palmy. Grenada słynie z uprawy roślin będących źródłem przypraw korzennych jak pieprz czy imbir. U wybrzeży wysp ciągną się rafy koralowe.

## Fauna
Świat zwierząt należy do antylskiego regionu krainy neotropikalnej. Na wyspach nie występują duże ssaki, fauna jest reprezentowana przez różne gatunki małp, gryzonie z największym aguti, oraz gady – głównie żółwie. Powszechne dla tego regionu są skorupiaki. Świat ptaków reprezentują przede wszystkim ptaki morskie, a na lądzie typowym przedstawiciele jest koliber i dzikie gołębie. Występuje duże bogactwo zwierząt morskich, gdzie rafy koralowe stwarzają dogodne warunki do rozwoju fauny.